# Linea R (metropolitana di Madrid)
Il Ramal Ópera-Príncipe Pío, conosciuto più semplicemente come Ramal o Linea R, della metropolitana di Madrid è una linea che collega le due stazioni di Ópera e Príncipe Pío. La linea venne aperta il 27 dicembre 1925, con l'attuale tracciato tra Plaza de Isabel II e Glorieta de San Vicente, come ramo della linea 2 per collegare il centro della città con la Estación del Norte. Il Ramal è una linea breve il cui unico scopo è facilitare gli spostamenti tra le linee dei trasporti urbani della capitale, con cui le sue due stazioni sono collegate.
Il servizio della linea viene garantito da due treni che si incontrano al centro del tunnel che unisce le due stazioni. La linea è rimasta chiusa dal 15 maggio al 30 agosto 2010 per lavori manutenzione e miglioramento dell'infrastruttura.

## Storia
La linea venne inaugurata il 27 dicembre 1925, con l'attuale tracciato tra Plaza de Isabel II e Glorieta de San Vicente, come ramo della linea 2 per collegare il centro della città con la Estación del Norte, una delle principali vie di comunicazione tra la capitale e il nord-ovest della penisola.
Dopo la proclamazione della Seconda Repubblica, il 14 aprile 1931, le nuove autorità approvarono con il decreto del 20 aprile la soppressione di tutte le denominazioni che facevano riferimento alla monarchia. Pertanto, il 24 giugno la stazione Isabel II fu ribattezzata Opera. Nello stesso anno anche la piazza cambiò nome in Plaza de Fermín Galán, uno dei militari responsabili della fallita rivolta di Jaca, che tentò di rovesciare il re Alfonso XIII nel 1930. Il 5 giugno 1937 la stazione Opera cambiò nuovamente nome in Fermín Galán, su proposta del consiglio comunale in concomitanza con il nome della piazza. Tuttavia, l'instaurazione della dittatura di Francisco Franco, dopo la sconfitta delle forze repubblicane nella Guerra Civile, significò un nuovo cambiamento nelle denominazioni di luoghi come strade pubbliche e stazioni. Per questo motivo, nel 1939 la piazza fu ribattezzata Plaza de Isabel II, e la stazione della metropolitana riprese il nome di Opera, che è stato mantenuto da allora.
In seguito all'estensione della linea 6 nel maggio 1995, la Estación del Norte fu unita alla linea e cambiò nome in Príncipe Pio. Fu inoltre rimodellata e ampliata, fornendo un nuovo trasferimento con la linea 10 e facilitando la corrispondenza con la rete Cercanías di Madrid attraverso un nuovo ingresso. Nel 2007 è stato aperto un nuovo scambiatore nel vecchio cortile della stazione.
La linea è rimasta chiusa dal 15 maggio al 30 agosto 2010 per lavori manutenzione e miglioramento dell'infrastruttura.

## Materiale rotabile

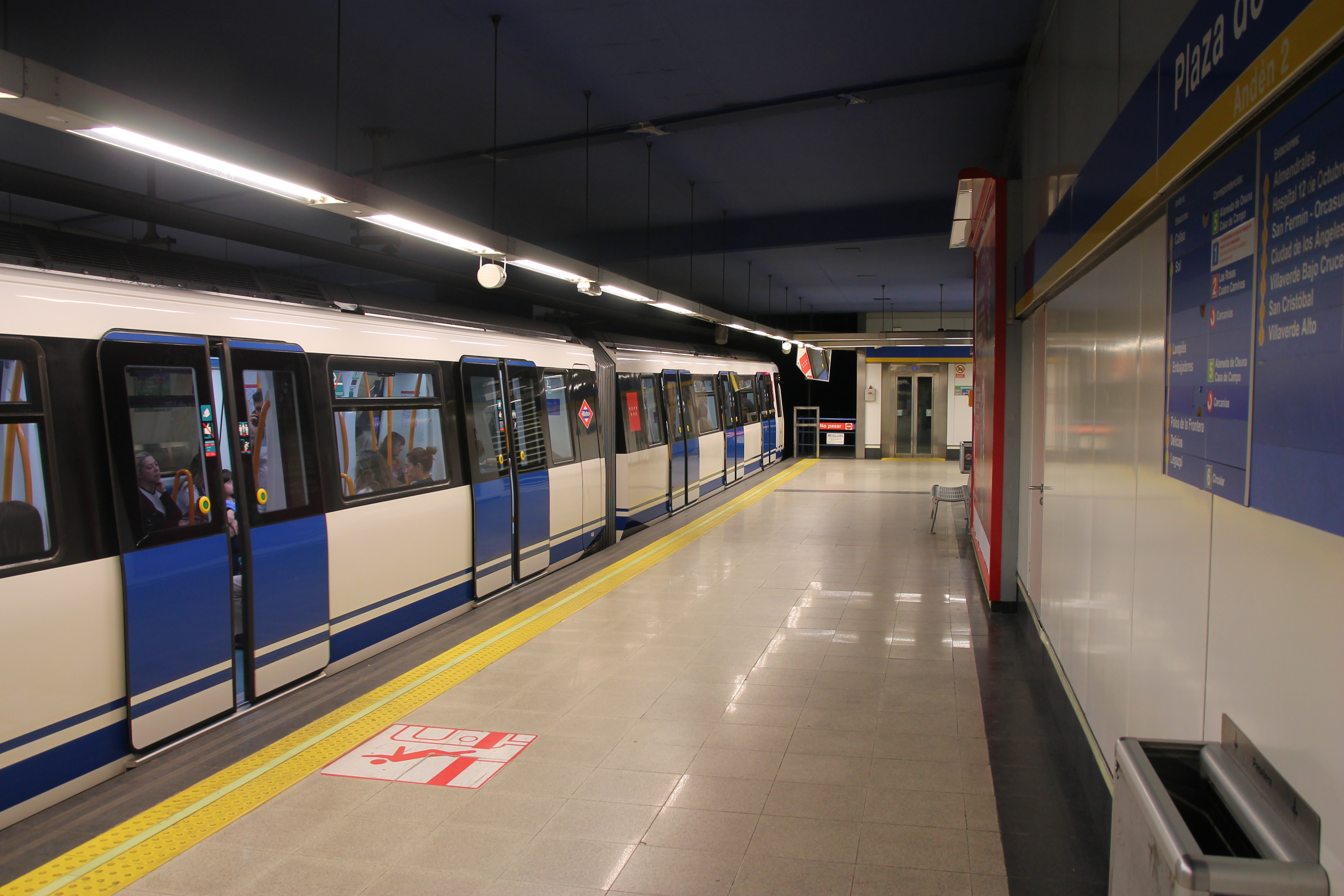
Uno dei treni della serie 3000

Il materiale rotabile è costituito da treni della serie 3000 della CAF. Essendo il Ramal collegato solamente con la linea 2, il materiale rotabile utilizzato al proprio interno dipende da quello che utilizza tale linea. In precedenza venivano utilizzati treni della serie 2000 e anche quelli della "preserie" 2000, ovvero dei prototipi. A partire dal 30 agosto 2010, in seguito ai lavori di adeguamento a cui è stata sottoposta questa linea, i treni delle serie 2000 sono stati dismessi e vengono utilizzati solamente quelli della serie 3000.

## Stazioni
Accanto a ogni stazione presente nella tabella sono indicati i servizi presenti e gli eventuali interscambi; tutte le stazioni sono dotate di accessi per disabili.
| Unknown route-map component "utKACCa" |

| Unknown route-map component "utKACCe" |